# 3875 Staehle
3875 Staehle este un asteroid din centura principală, descoperit pe 17 mai 1988 de Eleanor Helin.